# Jannik Karvinen
Jannik Karvinen, född 17 maj 1986, är en dansk före detta professionell ishockeyspelare. Han är äldre bror till ishockeyspelaren Michelle Karvinen.